# Amadou Koron Dachi
Amadou Koron Dachi (auch: Amadou, Amadou Koran Dachi, Amadou Koren Dachi, Amadou Korin Dachi, Amadou Kouran Dachi, Garin Amadou, Kora Dachi Amadou Hayatou) ist ein Dorf in der Landgemeinde Kornaka in Niger.

## Geographie

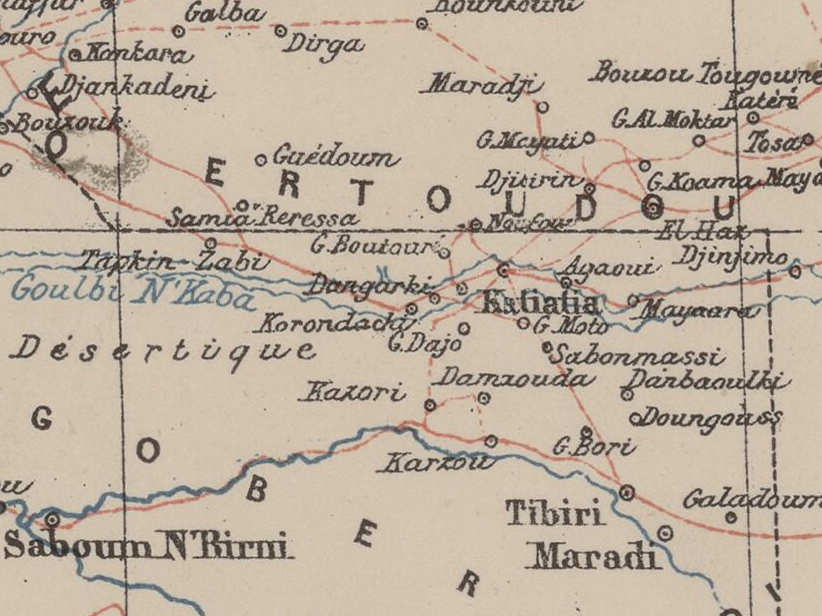
Ausschnitt einer Karte von 1903 mit Amadou Koron Dachi (Korondachi) im Zentrum

Das Dorf liegt am linken Ufer des Trockentals Goulbin Kaba. Es befindet sich rund 17 Kilometer südwestlich des Hauptorts Kornaka der gleichnamigen Landgemeinde, die zum Departement Dakoro in der Region Maradi gehört. Weitere Siedlungen in der Umgebung von Amadou Koron Dachi sind Baban Kori im Osten, Dargué im Südwesten und Guidan Mayaki im Nordwesten.
Es herrscht das Klima der Sahelzone vor, mit einer durchschnittlichen jährlichen Niederschlagsmenge zwischen 300 und 400 mm.

## Bevölkerung
Bei der Volkszählung 2012 hatte Amadou Koron Dachi 1714 Einwohner, die in 227 Haushalten lebten. Bei der Volkszählung 2001 betrug die Einwohnerzahl 1093 in 146 Haushalten und bei der Volkszählung 1988 belief sich die Einwohnerzahl auf 1425 in 242 Haushalten.
Die Zone entlang des Trockentals gehört zu den am dichtesten besiedelten und zugleich zu den ärmsten Nigers, mit erhöhter Unterernährung.

## Wirtschaft und Infrastruktur
Im Dorf ist ein Gesundheitszentrum des Typs Centre de Santé Intégré (CSI) vorhanden. Es gibt eine Schule. Amadou Koron Dachi liegt im weitläufigen Weideland zwischen den Trockentälern Goulbin Kaba und Goulbi de Maradi, das traditionellerweise in der Trockenzeit von nomadischen Fulbe- und Wodaabe-Viehzüchtern aufgesucht wird. Entlang des Goulbin Kaba wird Ackerbau betrieben. Angebaut werden unter anderem Erdnüsse, Sesam und Erdmandeln. Die Erzeugnisse sind vor allem für den Weiterverkauf bestimmt.